# Груништа
Груништа (мкд. Груништа) су насеље у Северној Македонији, у јужном делу државе. Груништа припадају општини Новаци.

## Географија
Насеље Груништа је смештено у крајње јужном делу Северне Македоније, близу државне границе са Грчком (12 km јужно од села). Од најближег већег града, Битоља, насеље је удаљено 52 km источно.
Груништа се налазе у јужном делу високопланинске области Маријово, као једно од најзабаченијих, али и етнички најчистијих делова православног словенског живља на тлу Македоније. Насеље је положено на омањој висоравни, од које се јужно издиже планина Ниџе. Западно од села протиче Црна река, која у овом делу тока прави велику клисуру. Надморска висина насеља је приближно 810 m.
Клима у насељу је планинска због знатне надморске висине.

## Историја
У селу се налази српско војно гробље из Првог светског рата (Солунски фронт). Северно од села, на Старавинском вису, погинуо је и вођа добровољачког четничког одреда Војин Поповић - војвода Вук, 29. новембра 1916. године. На том месту стоји данас и спомен плоча.

## Становништво
Груништа су према последњем попису из 2002. године имала 3 становника. 
Претежно становништво су етнички Македонци.
Већинска вероисповест је православље.